# Kihei Clark
Kihei Issaiah Clark (Tarzana, 25 gennaio 2000) è un cestista statunitense.